# Seychelles
Seychelles sau Seișele, oficial Republica Seychelles, este o țară insulară formată din 115 insule din Oceanul Indian, la 1,600 km est de Africa, în nordul insulei Madagascar. Alte regiuni și țări vecine sunt: Zanzibar la vest, Maurițius și Réunion la sud, Comore și Mayotte în sud-vest, iar Maldive la nord-est. Seychelles are cea mai mică populație dintre toate statele Africii.

## Istorie
Vizitate de arabi, descoperite de portughezi, pe ale căror hărți sunt și marcate din 1502 (Vasco da Gama - 1502, Pedro Mascarenhas - 1505), explorate de o expediție britanică în 1609, insulele Seychelles, nelocuite până la descoperirea lor de către portughezi, sunt colonizate de francezi la jumătatea secolului al XVIII-lea și anexate Franței în 1756. Numele insulelor a fost dat după cel al contelui Moreau de Séchelles (insula Mahé după guvernatorul francez Mahé de la Bourdonnais). Pe plantații sunt aduși sclavi negri din Africa. Ocupate în 1810 și anexate între 1814 și 1903 prin Tratatul de la Paris de Marea Britanie, insulele Seychelles sunt unite administrativ cu Mauritius. De la 31 august 1903, constituie o colonie separată a Coroanei britanice. La 1 octombrie 1975 Seychelles obțin autonomia internă, iar în urma Conferinței constituționale de la Londra (19 - 22 ianuarie 1976), își proclamă la 28 iunie 1976 independența ca republică în cadrul Commonwealth-ului. Devine membru ONU din 21 septembrie 1976. 

După independență, Marea Britanie retrocedează insulele Aldabra, Farquhar și Desroches (atașate din 1965 Teritoriului Britanic din Oceanul Indian), iar în 1978 încep negocierile cu Franța în legătură cu insula Tromelin (pe care autoritățile franceze au ocupat-o în 1954 cu acordul Marii Britanii). La 5 iunie 1977 președintele James Mancham este demis în timp ce se afla la Conferința Commonwealth-ului de la Londra și France Albert René (prim-ministru de la 28 iunie 1976) se proclamă președinte (reales în repetate rânduri, ultima dată în 2001). Constituția din 1993 prevede revenirea la un sistem pluralist (abolit prin cea din 1979). 

Procesul de democratizare amorsat în 1991, continuă, economia de piață este încurajată, autoritățile se opun însă dezvoltării necontrolate a turismului (care reprezintă principalul izvor de devize străine), pentru a nu periclita ecosistemele din insule.

## Politică
Seychelles este republică prezidențială, conform constituției aprobate prin referendum la 18 iunie 1993. Este membră în Commonwealth. Puterea legislativă este exercitată de un parlament unicameral. Adunarea Națională este formată din 33 membri, dintre care 22 sunt aleși prin vot direct, pentru un mandat de 5 ani, iar 11 locuri sunt alocate partidelor pe baza proporționalității. Puterea executivă este exercitată de președinte, care numește și conduce Consiliul de Miniștri. Șeful statului, președintele, este ales prin vot direct, pentru cel mult trei mandate consecutive de 5 ani. 

Referendumul din 1993 a pus capăt interzicerii partidelor politice (altele decât Frontul Progresist) decretate în 1978. 

Alegerile legislative din decembrie 2002, sunt câștigate de partidul președintelui țării, Frontul Progresist al Poporului (25 de mandate din cele 25 repartizate direct în urma sufragiului). La 14 aprilie 2004, președintele France-Albert René se retrage, funcția supremă în stat fiind reluată de vicepreședintele James Michel.

## Geografie
Arhipelagul este situat la circa 1000 km NE de insula Madagascar și la 1700 km de continentul african și este alcătuit din 42 insule granitice și 73 insule coraligene dezvoltate pe un lanț muntos submarin. 

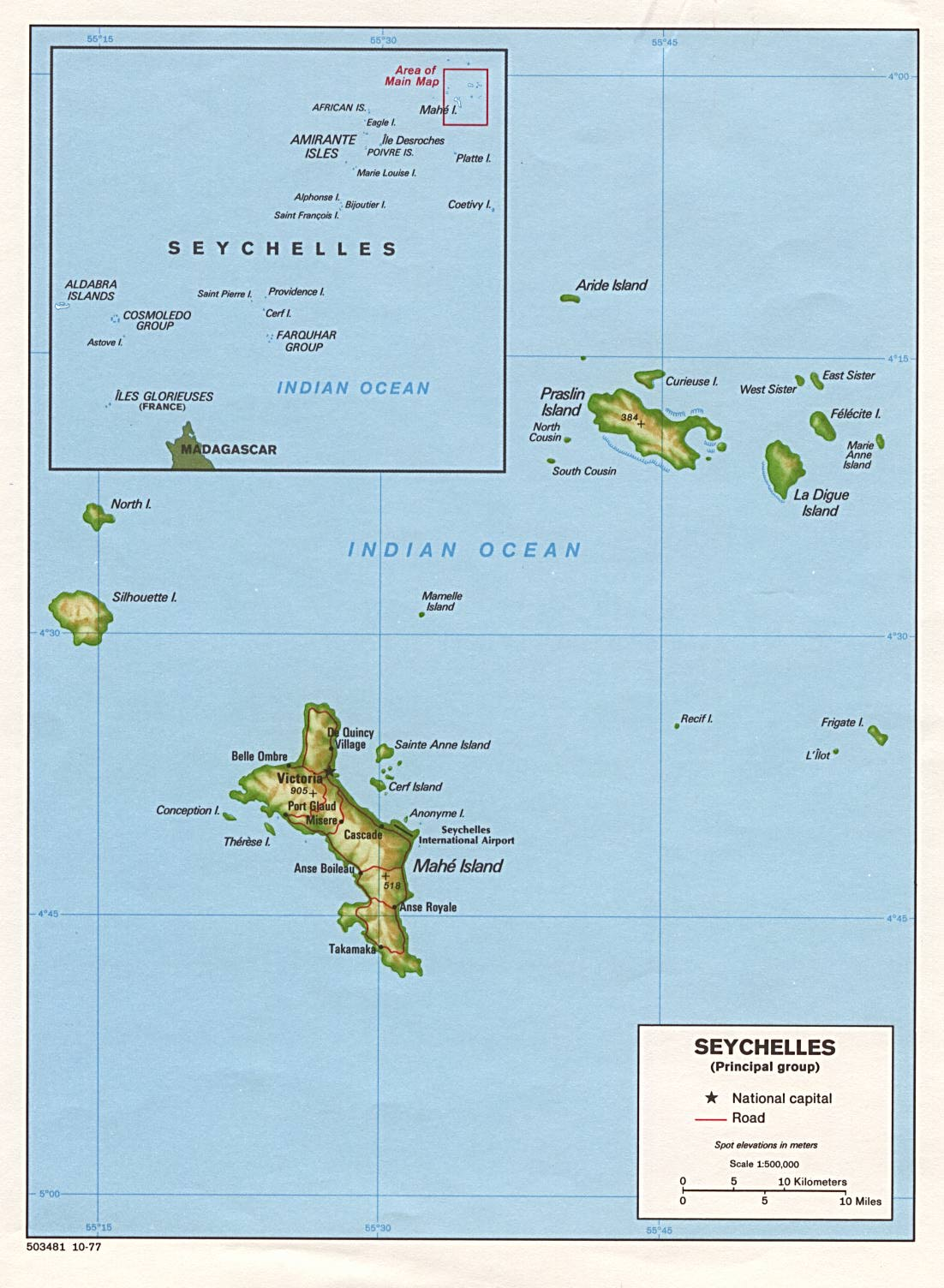
Harta fizică a insulelor Seychelles

Mai mari sunt insulele granitice Mahé (153 km², altitudine maximă Morne Seychellois, 905 m), Praslin (40 km²), Silhouette (20 km²) și La Digue (15 km²). Insulele coraligene sunt grupate la rândul lor în insulele Amirante, Farquhar, Desroches, Fregatte și Aldabra (atol înscris în 1982 în Patrimoniul Mondial Natural și Cultural UNESCO. Aici trăiesc 150.000 de țestoase și aproximativ 2 milioane de păsări, unul dintre marile sanctuare ale păsărilor din lume) și multe altele mai mici. Majoritatea sunt joase, practic nepopulate, constituind locul de depunere a ouălor pentru țestoasa gigantică (1,5 m înălțime, 300 de kilograme).

## Clima
Clima este tropicală umedă. Temperatura medie multianuală este de 27 grade C.
Temperatura medie multianuală a apei de mare este de 29 grade C.
| Date climatice pentru Victoria (Seychelles International Airport) | Date climatice pentru Victoria (Seychelles International Airport) | Date climatice pentru Victoria (Seychelles International Airport) | Date climatice pentru Victoria (Seychelles International Airport) | Date climatice pentru Victoria (Seychelles International Airport) | Date climatice pentru Victoria (Seychelles International Airport) | Date climatice pentru Victoria (Seychelles International Airport) | Date climatice pentru Victoria (Seychelles International Airport) | Date climatice pentru Victoria (Seychelles International Airport) | Date climatice pentru Victoria (Seychelles International Airport) | Date climatice pentru Victoria (Seychelles International Airport) | Date climatice pentru Victoria (Seychelles International Airport) | Date climatice pentru Victoria (Seychelles International Airport) | Date climatice pentru Victoria (Seychelles International Airport) |
| Luna                                                              | Ian                                                               | Feb                                                               | Mar                                                               | Apr                                                               | Mai                                                               | Iun                                                               | Iul                                                               | Aug                                                               | Sep                                                               | Oct                                                               | Nov                                                               | Dec                                                               | Anual                                                             |
| ----------------------------------------------------------------- | ----------------------------------------------------------------- | ----------------------------------------------------------------- | ----------------------------------------------------------------- | ----------------------------------------------------------------- | ----------------------------------------------------------------- | ----------------------------------------------------------------- | ----------------------------------------------------------------- | ----------------------------------------------------------------- | ----------------------------------------------------------------- | ----------------------------------------------------------------- | ----------------------------------------------------------------- | ----------------------------------------------------------------- | ----------------------------------------------------------------- |
| Maxima medie °C (°F)                                              | 29.8 (85,6)                                                       | 30.4 (86,7)                                                       | 31.0 (87,8)                                                       | 31.4 (88,5)                                                       | 30.5 (86,9)                                                       | 29.1 (84,4)                                                       | 28.3 (82,9)                                                       | 28.4 (83,1)                                                       | 29.1 (84,4)                                                       | 29.6 (85,3)                                                       | 30.1 (86,2)                                                       | 30.0 (86)                                                         | 29,8 (85,6)                                                       |
| Media zilnică °C (°F)                                             | 26.8 (80,2)                                                       | 27.3 (81,1)                                                       | 27.8 (82)                                                         | 28.0 (82,4)                                                       | 27.7 (81,9)                                                       | 26.6 (79,9)                                                       | 25.8 (78,4)                                                       | 25.9 (78,6)                                                       | 26.4 (79,5)                                                       | 26.7 (80,1)                                                       | 26.8 (80,2)                                                       | 26.7 (80,1)                                                       | 26,9 (80,4)                                                       |
| Minima medie °C (°F)                                              | 24.1 (75,4)                                                       | 24.6 (76,3)                                                       | 24.8 (76,6)                                                       | 25.0 (77)                                                         | 25.4 (77,7)                                                       | 24.6 (76,3)                                                       | 23.9 (75)                                                         | 23.9 (75)                                                         | 24.2 (75,6)                                                       | 24.3 (75,7)                                                       | 24.0 (75,2)                                                       | 23.9 (75)                                                         | 24,4 (75,9)                                                       |
| Precipitații mm (inches)                                          | 379 (14.92)                                                       | 262 (10.31)                                                       | 167 (6.57)                                                        | 177 (6.97)                                                        | 124 (4.88)                                                        | 63 (2.48)                                                         | 80 (3.15)                                                         | 97 (3.82)                                                         | 121 (4.76)                                                        | 206 (8.11)                                                        | 215 (8.46)                                                        | 281 (11.06)                                                       | 2.172 (85,51)                                                     |
| Umiditate [%]                                                     | 82                                                                | 80                                                                | 79                                                                | 80                                                                | 79                                                                | 79                                                                | 80                                                                | 79                                                                | 78                                                                | 79                                                                | 80                                                                | 82                                                                | 79,8                                                              |
| Nr. de zile cu precipitații (≥ 1.0 mm)                            | 17                                                                | 11                                                                | 11                                                                | 14                                                                | 11                                                                | 10                                                                | 10                                                                | 10                                                                | 11                                                                | 12                                                                | 14                                                                | 18                                                                | 149                                                               |
| Ore însorite                                                      | 153.3                                                             | 175.5                                                             | 210.5                                                             | 227.8                                                             | 252.8                                                             | 232.0                                                             | 230.5                                                             | 230.7                                                             | 227.7                                                             | 220.7                                                             | 195.7                                                             | 170.5                                                             | 2.527,7                                                           |
| Sursa nr. 1: World Meteorological Organization                    |                                                                   |                                                                   |                                                                   |                                                                   |                                                                   |                                                                   |                                                                   |                                                                   |                                                                   |                                                                   |                                                                   |                                                                   |                                                                   |
| Sursa nr. 2: National Oceanic and Atmospheric Administration      |                                                                   |                                                                   |                                                                   |                                                                   |                                                                   |                                                                   |                                                                   |                                                                   |                                                                   |                                                                   |                                                                   |                                                                   |                                                                   |

## Economie
- Agricultură: culturi de cocotieri, bananieri, ceai. Creșterea porcinelor.
- Pescuit: Prelucrarea tonului.
- Export de guano.
- Turism: cca. 120.000 de turiști anual.